# 早乙女タイフーン
『早乙女タイフーン』（さおとめタイフーン）は、くじらいいく子による日本の漫画作品。『週刊ビッグコミックスピリッツ』（小学館）にて連載され、単行本はビッグコミックス（小学館）から全2巻が発売された。2001年にテレビ朝日系「土曜ナイトドラマ」枠でテレビドラマ化された。

## 書誌情報
- くじらいいく子 『早乙女タイフーン』 小学館〈ビッグコミックス〉、全2巻
  1. 2001年6月30日発売[1]、ISBN 978-4-09-183185-9
  2. 2002年4月26日発売[2]、ISBN 978-4-09-183186-6

## テレビドラマ
2001年7月7日から9月22日まで毎週土曜日23:00 - 23:54に、テレビ朝日系「土曜ナイトドラマ」枠で放送された。主演は加藤晴彦。
海水浴場の安全を守るライフセーバーと仲間たちが織りなす恋と友情を描いた青春ラブコメディ。

### キャスト
早乙女 太風（さおとめ たいふう）〈25〉
演 - 加藤晴彦
本作の主人公。ナンパ好きのスケベな三枚目キャラだが、超一流のイケメンライフセーバー。凪子に恋心を抱いている。
和久津 嵐士（わくつ あらし）〈24〉
演 - 吉沢悠
曲がったことが大嫌いな生真面目なプロ志望のライフセーバー。凪子に恋心を抱いている。
吉村 凪子（よしむら なぎこ）〈27〉
演 - 篠原涼子
ノンプロサーファー。サーフショップ&カフェバーを経営している。モデル並みの美人で奔放な性格の女性。太風とは微妙な関係。
磯村 育美（いそむら いくみ）〈23〉
演 - 一色紗英
町役場観光課職員。嵐士に恋心を抱いている。
鶴巻 潤（つるまき じゅん）
演 - 石井正則（当時アリtoキリギリス）
ライフセーバー監視長。
水野 太陽（みずの たいよう）
演 - 藤井尚之
3年前に亡くなった凪子の恋人。太風の憧れのライフセーバー。
水野 藤四郎（みずの とうしろう）
演 - 永澤俊矢
町役場観光課職員。太陽の兄。
浜岡 奈美
演 - 金子さやか
赤石 弥生
演 - 畦地令子
川嶋 マスミ
演 - 蓼沼千晶
浜岡 長一郎
演 - 河原さぶ
吉村 真理奈
演 - 後藤理沙
ひなこ
演 - 酒井若菜
鯨谷
演 - 神保悟志
鮫島
演 - 井坂俊哉
リン
演 - 角田智美
カイ
演 - 飯沼誠司
- 磯山さやか
- 高島郷

### スタッフ
- 原作：くじらいいく子『早乙女タイフーン』（小学館『週刊ビッグコミックスピリッツ』連載）
- 脚本：小原信治
- 演出：大根仁、保母浩章、田村直己
- 音楽：金子隆博
- オープニングテーマ：藤井フミヤ「NANA」（ソニー・ミュージックアソシエイテッドレコーズ）
- 主題歌：鳳山雅姫「渇いた胸」（ワーナーミュージック・ジャパン）
- 挿入歌：篠原涼子「someday somewhere」（キティMME）
- チーフプロデューサー：梅沢道彦（テレビ朝日）
- プロデューサー：佐々木基（テレビ朝日）、陶山明美（オメガ・ピクチャーズ）、山下泰英（オメガ・ピクチャーズ）、中沢晋（オフィスクレッシェンド）
- 制作協力：オフィスクレッシェンド
- 制作：テレビ朝日、オメガ・ピクチャーズ

### 放送日程
| 各話   | 放送日        | サブタイトル                |
| ------ | ------------- | --------------------------- |
| 第1話  | 2001年7月 7日 | 海! 恋! ビキニ!             |
| 第2話  | 2001年7月14日 | 恋のビーチフラッグス        |
| 第3話  | 2001年7月28日 | 笑うイケメンライフセーバー  |
| 第4話  | 2001年8月 4日 | 真夏の恋…男と女のキスの伝説 |
| 第5話  | 2001年8月11日 | 守れなかった初恋の約束      |
| 第6話  | 2001年8月18日 | ずっとあなたを好きだった    |
| 第7話  | 2001年8月25日 | さよなら…愛しの凪子         |
| 第8話  | 2001年9月 1日 | 愛と友情の旅立ち            |
| 第9話  | 2001年9月 8日 | 愛と涙の最後のレスキュー    |
| 第10話 | 2001年9月15日 | ライフセーバー東京に来る    |
| 最終話 | 2001年9月22日 | 命をかけて…俺が守る         |

### DVD
- 早乙女タイフーン DVD Vol.1〜5（2001年12月10日発売、NBCユニバーサル・エンターテイメントジャパン）

## 備考
- 第1期「土曜ナイトドラマ」として放送された最後の作品である。このドラマの後に開始された『SmaSTATION!!』は2001年10月から2017年9月まで放送され、2017年10月クールの『オトナ高校』から第2期「土曜ナイトドラマ」となる。